# Stadio San Cassiano
Lo stadio San Cassiano è il principale impianto sportivo di Alba (CN).
È intitolato alla memoria del albese Augusto Manzo, storico campione di pallapugno nazionale ed internazionale.
L'Albese gioca le partite casalinghe in questo stadio. L'impianto, con una sola tribuna coperta, è dotato di 2050 posti. Il fondo in erba misura 65 metri di larghezza e 105 di lunghezza.

## L'impianto
Lo stadio, di proprietà comunale, si presenta chiuso da una recinzione che racchiude la struttura sportiva vera e propria con annesse tutte le pertinenze. Ospita la pista d'atletica regolamentare lunga 400 metri, un bar e alcuni campi d'allenamento.
L'impianto presenta le seguenti caratteristiche:
- Posti totali: 2.050 posti
- Posti al coperto: 800
- Fondo: Erba
- Copertura campo: Scoperto